# Armando (Musikproduzent)
Armando (eigentlich Armando Luis Gallop, * 12. Februar 1970 in Chicago, USA; † 17. Dezember 1996) war ein US-amerikanischer DJ und Musikproduzent mit kubanischen Wurzeln.
Mit Klassikern wie Land Of Confusion oder 151 (teilweise 1-5-1 geschrieben) zählte Armando zu den Begründern der Acid-House-Szene in Chicago, allerdings gehen auch einige House-Klassiker wie 100% Of Disin' You auf sein Konto. Er gründete mit Warehouse Records 1988 sein eigenes Label, dessen Name sich an den legendären House-Club anlehnte.

## Leben

### Leukämie
Armando erkrankte an Leukämie, hatte jedoch keine Krankenversicherung und musste daher die langen und teuren Krankenhausaufenthalte selbst tragen. Nach der Veröffentlichung seines letzten Albums One World One Future wurde daher eine Benefiz-Tour organisiert, die u. a. im September 1996 in Deutschland Station machte. Etliche Kollegen aus dem weltweiten Techno-DJ- und Produzentenumfeld traten bei dieser Tour auf und verzichteten zugunsten der Behandlung Armandos auf ihre Gagen. Ebenso stellten Techno-Fanzine kostenlos Anzeigenplätze zu diesem Zweck zur Verfügung.
Trotz dieses großen Engagements verstarb Armando am 17. Dezember 1996 an der Krankheit.

## Werk

### Diskografie (Auswahl)

#### Singles
- 1987: Land Of Confusion
- 1988: 100 % Of Disin' You
- 1988: Land Of Confusion (Remix) (mit 151 als zweiter A-Seite)
- 1991: I Need U
- 1995: Radikal Bitch

#### Alben
- 1993: The New World Order
- 1996: One World One Future